# Buning Brongers Prijs
De Buning Brongers Prijs is een tweejaarlijkse Nederlandse kunstprijs voor jonge beeldend kunstenaars. 
Het is de grootste particuliere kunstprijs van Nederland. Aan de prijs is een geldbedrag verbonden van € 4500. Voor de winnaars wordt bij de prijsuitreiking een tentoonstelling in Arti et Amicitiae georganiseerd en een catalogus uitgegeven. De kandidaten voor de prijs worden door kunstopleidingen voorgedragen.
De Buning Brongers Prijzen worden uitgereikt door de Buning Brongers Stichting uit de nalatenschap van Johan Buning, zijn vrouw Titia Brongers en zijn schoonzus Jeanette Brongers. In 2016 bestaat de prijs 50 jaar.
Van 18 oktober 2014 tot 1 maart 2015 was in museum Henriette Polak in Zutphen een tentoonstelling te zien van een selectie van winnaars sinds 1966.

## Winnaars
- 2022 - Bobbi Essers, Muzammil Hussain, Negiste Yesside Johnson, Emma Peters, Pepi Schikowski, Cao Tang
- 2020 - Gabrielė Adomaitytė, Leo Arnold, Cas van Deurssen, Anders Dickson, Vera Gulikers, Clémence de la Tour du Pin
- 2018 - Ricardo van Eyk, Naomi Mitsuko Makkelie, Jenny Lindblom, David Noro, Wouter Paijmans, Rutger de Vries
- 2016 - Anika Mariam Ahmed, Jurre Blom, Alex Crocker, Nancy de Graaf, Noah Ryu, Steffen Vogelezang.
- 2014 - Cian-Yu Bai, Frederique Jonker, Janine van Oene, Sam Samiee, Jisan Ahn, Jeannoux van Deijck, Saskia Blokzijl.
- 2012 - Maarten van Aken, Gonul Albayrak, Fritz Bornstück, Andrea Freckmann, Dimitar Genchev, Josje Peters, Thomas Raat, Sanne Rous.
- 2010 - Viktor Baltus, Mitchel Breed, Thijs Jansen, Omar Koubâa, Mari Stoel, Sarah Verbeek, Jan Wattjes.
- 2008 - Niels Broszat, Vincent Dams, Dagmar Donners, Jakup Ferri, Paul Haworth, Hans Hoekstra, Jack Holden, Lilian Kreutzberger.
- 2006 - Miranda Cleary, Nathan van Heijnsbergen, Rijnder Kamerbeek, Henrik Kröner, Anna Niederbremer, Pauline Niks, Jack Ruebsaet, Lucy Stein, Evi Vingerling, Rozemarijn Westerink.
- 2004 - Wafae Ahalouch El Keriasti, Yesim Akdeniz Graf, Tjebbe Beekman, Mark Beerens, Marie Civikov, Kristine Hymøller, Chloe Morrison, Julia Münstermann, Marjolein Rothman, Myrthe Steenweg.
- 2002 - Michiel ten Bokum, Liam Dunne, Aaron van Erp, Robert Geveke, Jonathan Gold, Amber de Groot, Sara van der Heide, Hidde van Schie, Chantal Spit, Myra de Vries.
- 2000 - Antoine Adamowicz, Robert Geveke, Jasper van der Graaf, Leo Kogan, Harm Goslink Kuiper, Ellemieke Schoenmaker, Derk Thijs, Esther Tielemans, Eefje Versteegen, Barbara Wijnveld.
- 1998 - Rana Berends, Henk de Bouter (jr), Monique Camps, Raymond Cuijpers, Natasja Kensmil, Bas Louter, Jacco Olivier, Gertjan Scholte-Albers, Barbara Wijnveld, Ina van Zyl.
- 1996 - Rolf Bastiaans, Frans Boomsma, Abraham de Haan, Jeroen Krielaart, Vanessa Jane Phaff, Jannie Regnerus, Wim van den Toorn, Siree van der Velde, Jeroen van der Velden, Daniel Verkerk, Bas Zoontjes.
- 1994 - Eelco Brand, Elsa Hartjesveld, Shigeru Hasegawa, Benoît Hermans, Hella van 't Hof, Henk Jonker, Peter Miedema, Rinke Nijburg, Rosetta Spadaro, Marjolein Spitteler, Peter Westenberg.
- 1992 - Ko Aarts, Bouchaib Dihaj.
- 1991 - Patries.
- 1990 - Frans Franciscus.
- 1989 - Peter Breevoort.
- 1988 - Peter Keizer.
- 1987 - Jan Baas, Liesbeth Bik.
- 1986 - Gabriëlle van de Laak, Tiong Ang.
- 1985 - Roeland Zijlstra, Brigitte Engel.
- 1984 - Marlijn Dunker, Willem Sanders.
- 1983 - Gerard Prent
- 1982 - Jan van der Pol, Peter Klashorst, Peter Zegveld.
- 1981 - René van den Broek, Karin Lugtigheid.
- 1980 - Jan Commandeur, Toon Verhoef, Emo Verkerk.
- 1978 - Jaap Schlee.
- 1977 - Ramon van de Werken, Wendelien Schőnfeld.
- 1975 - Chris de Bueger.
- 1974 - Rudi Maynard.
- 1973 - Aart Elshout.
- 1972 - Mariëtte Nijsten, Bart Jonkers.
- 1971 - William Lindhout.
- 1970 - Paul Moedig.
- 1968 - Antje IJpelaar.
- 1967 - Henri Plaat.
- 1966 - Marjan de Glopper.